# Gira A través del mar de los sargazos
Es la primera gira que realizó el guitarrista argentino Skay Beilinson, después de la separación de Patricio Rey y sus Redonditos de Ricota. Comenzó el 15 de noviembre de 2002 y terminó el 25 de septiembre de 2004. Se realizó para presentar su primer disco solista, A través del mar de los sargazos. Esto significa el regreso a los escenarios de Skay Beilinson a un año de no haber tocado tras la separación de la mítica banda argentina. Es con este disco que el guitarrista dio inicio a su carrera solista y tocó por todo el país e incluso Uruguay, durante dos años. Esta gira se destaca también por el regreso de Skay Beilinson al estadio Obras después de 12 años, en donde mayoritariamente se presentó con su anterior banda durante 1989 y 1991 para presentar su cuarto y quinto disco. Durante el año 2004 siguió presentándose con su banda en Argentina y Uruguay. En esta gira se realizaron un total de 24 shows, en la cual recorrieron todo el país. En el medio, se encontró grabando su segundo disco, que salió en ese año y lleva el nombre de Talismán.

## Lanzamiento del disco y gira

### 2002
El 21 de octubre sale al mercado el primer disco de Skay Beilinson. Se titula A través del mar de los sargazos, y es el que da inicio a su carrera solista tras la separación de Los Redondos. Contiene 13 temas, y un sonido muy parecido al de la anterior banda. Se decía que Oda a la sin nombre iba a formar parte de Luzbelito, pero terminó quedando fuera, como también así los 4 primeros temas del álbum que se dice que eran ideas que tenía Skay para el proyecto "Patricio Rey", pero se mudó al primer disco de Skay. Es el único disco con Dani Castro, que se fue luego y lo sustituyó Claudio Quartero, quien es junto con Skay Beilinson uno de los que permanece en la formación desde 2002 hasta el día de la fecha. Entre el 15 y 17 de noviembre, el Flaco da sus primeros shows como solista en The Roxy de Mar del Plata, dando así inicio a su primera gira como músico solista. El triplete marcó el regreso del Flaco a los escenarios tras la última vez que tocaron Los Redondos en el Estadio Mario Alberto Kempes (4 de agosto de 2001). Por otro lado, la última vez del Flaco en Mar del Plata tuvo lugar los días 19 y 20 de junio de 1999 con su grupo anteriormente mencionado. En el triplete se hizo la presentación formal de Claudio Quartero en el bajo, Oscar Reyna en la guitarra rítmica, Daniel Colombres en batería y Javier Lecumberry en teclados. Por eso, la formación de estos primeros tres shows fue la siguiente: Skay Beilinson (voz y guitarra líder), Oscar Reyna (guitarra rítmica), Claudio Quartero (bajo), Daniel Colombres (batería) y Javier Lecumberry (teclados). El 14 de diciembre, él y su banda tocaron en El Sitio, donde tocaron alguna vez Los Piojos. La última vez del Flaco y su banda anterior en territorio santafesino tuvo lugar el 13 de diciembre de 1997, cuando tocó con su banda anterior en el estadio de Colón, en el marco de la despedida de Luzbelito y bajo una intensa lluvia que inundó el campo de juego, casi obligando a que el show se suspenda y causando desperfectos técnicos. Así despidieron el año.

### 2003
Comienzan un nuevo año tocando el 7 y 8 de marzo en el Teatro de Colegiales, que más adelante cambió de nombre. El 19 de abril, a 12 años de la muerte de Walter Bulacio durante un recital de Los Redondos en el estadio Obras, se realiza un recital en el Anfiteatro Municipal Humberto de Nito. El 9, 10 y 16 de mayo hace otros tres shows en El Teatro. El 27 y 28 de junio toca en El Teatro Bar de La Plata, y después hace dos shows en El Teatro Sur. El 19 y 20 de septiembre vuelve con otro doblete al Teatro Colegiales, mientras que el 15 de noviembre, y tras 12 años, vuelve al estadio Obras, en donde festejó su primer aniversario de su etapa solista. Su última vez allí fue durante los días 27, 28 y 29 de diciembre de 1991 durante la presentación del quinto disco de Los Redondos. Así se termina la segunda parte de la gira.

### 2004
Inicia un nuevo año tocando otra vez en donde empezó su carrera solista los días 9 y 10 de abril. El 22 de mayo vuelve otra vez al Teatro Colegiales. El 23 y 24 de julio se realizan dos shows en República Cromañón, que terminaría siendo incendiado en un concierto de Callejeros en diciembre de ese año, y en el que murieron 194 personas. El 20 de agosto, el guitarrista vuelve a Uruguay después de 3 años. Su última vez fue cuando presentó Momo Sampler, el último disco de Los Redondos. El 25 de septiembre vuelve a la Argentina para poner fin a su primera gira, con un nuevo concierto en el Teatro Colegiales.

## Conciertos
| Fecha                    | Ciudad        | País      | Recinto                               |
| ------------------------ | ------------- | --------- | ------------------------------------- |
| América del Sur          |               |           |                                       |
| 15 de noviembre de 2002  | Mar del Plata | Argentina | The Roxy                              |
| 16 de noviembre de 2002  | Mar del Plata | Argentina | The Roxy                              |
| 17 de noviembre de 2002  | Mar del Plata | Argentina | The Roxy                              |
| 14 de diciembre de 2002  | Gálvez        | Argentina | El Sitio                              |
| 7 de marzo de 2003       | Colegiales    | Argentina | El Teatro                             |
| 8 de marzo de 2003       | Colegiales    | Argentina | El Teatro                             |
| 19 de abril de 2003      | Rosario       | Argentina | Anfiteatro Municipal Humberto de Nito |
| 9 de mayo de 2003        | Colegiales    | Argentina | El Teatro                             |
| 10 de mayo de 2003       | Colegiales    | Argentina | El Teatro                             |
| 16 de mayo de 2003       | Colegiales    | Argentina | El Teatro                             |
| 27 de junio de 2003      | La Plata      | Argentina | El Teatro Bar                         |
| 28 de junio de 2003      | La Plata      | Argentina | El Teatro Bar                         |
| 15 de agosto de 2003     | Temperley     | Argentina | El Teatro Sur                         |
| 16 de agosto de 2003     | Temperley     | Argentina | El Teatro Sur                         |
| 19 de septiembre de 2003 | Colegiales    | Argentina | El Teatro                             |
| 20 de septiembre de 2003 | Colegiales    | Argentina | El Teatro                             |
| 15 de noviembre de 2003  | Buenos Aires  | Argentina | Estadio Obras Sanitarias              |
| 9 de abril de 2004       | Mar del Plata | Argentina | The Roxy                              |
| 10 de abril de 2004      | Mar del Plata | Argentina | The Roxy                              |
| 22 de mayo de 2004       | Colegiales    | Argentina | El Teatro                             |
| 23 de julio de 2004      | Buenos Aires  | Argentina | República Cromañón                    |
| 24 de julio de 2004      | Buenos Aires  | Argentina | República Cromañón                    |
| 20 de agosto de 2004     | Montevideo    | Uruguay   | La Estación                           |
| 25 de septiembre de 2004 | Colegiales    | Argentina | El Teatro                             |

## Formación durante la gira
- Skay Beilinson - Voz y guitarra eléctrica (2002-Actualidad)
- Oscar Reyna - Guitarra eléctrica secundaria (2002-2018)
- Javier Lecumberry - Teclados (2002-2021)
- Daniel Colombres - Batería (2002-2005)
- Claudio Quartero - Bajo (2002-Actualidad)